# نقيلة عظمية

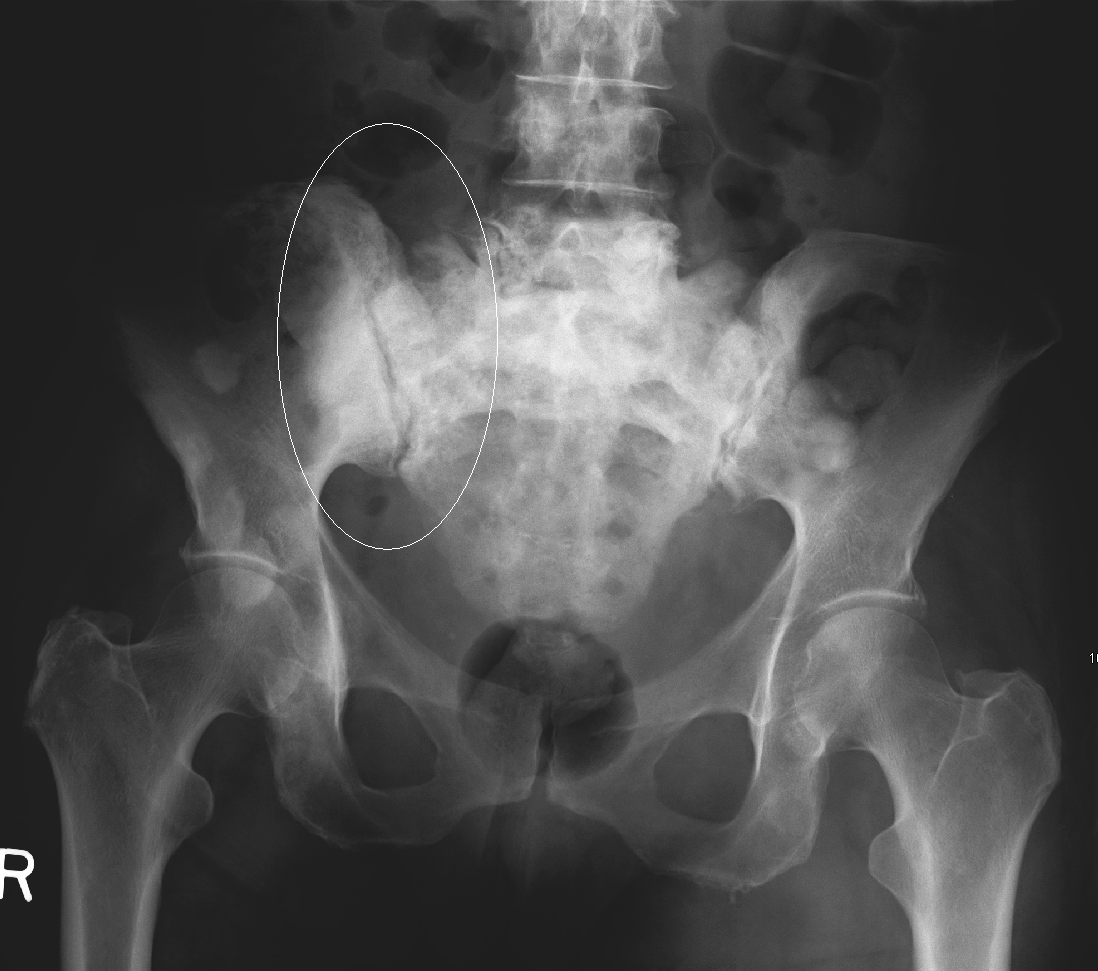
نقيلة سرطان الثدي في عظام الحوض

نقيلة العظام (بالإنجليزية: Bone metastasis) هي نوع من أنواع انتشار الأورام الخبيثة والذي ينتج من غزو الورم السرطاني للعظام.

الأورام الخبيثة التي تنشأ بالعظام مثل الساركوما العظمية -الغرن العظمي- أو الساركوما الغضروفية –الغرن الغضروفي- أو غرن يوينغ هي امراض نادره. وعلى عكس سرطانات الدم والتي يكون منشأها الأولي هو الدم وليس الأعضاء الأخري فأن نقيلة العظام تنشأ دوما من السرطانات الظهارية والمكونات الداخليه للعظام. نقيلة العظام تسبب آلام لا تحتمل تتميز بأنها آلام كليلة مع وجع دائم ذو صرخات دوريه من الآلام الكبيرة.

## مصادرها

أماكن تواجد النقيلة (السرطان) في الجسم

## أنواعها

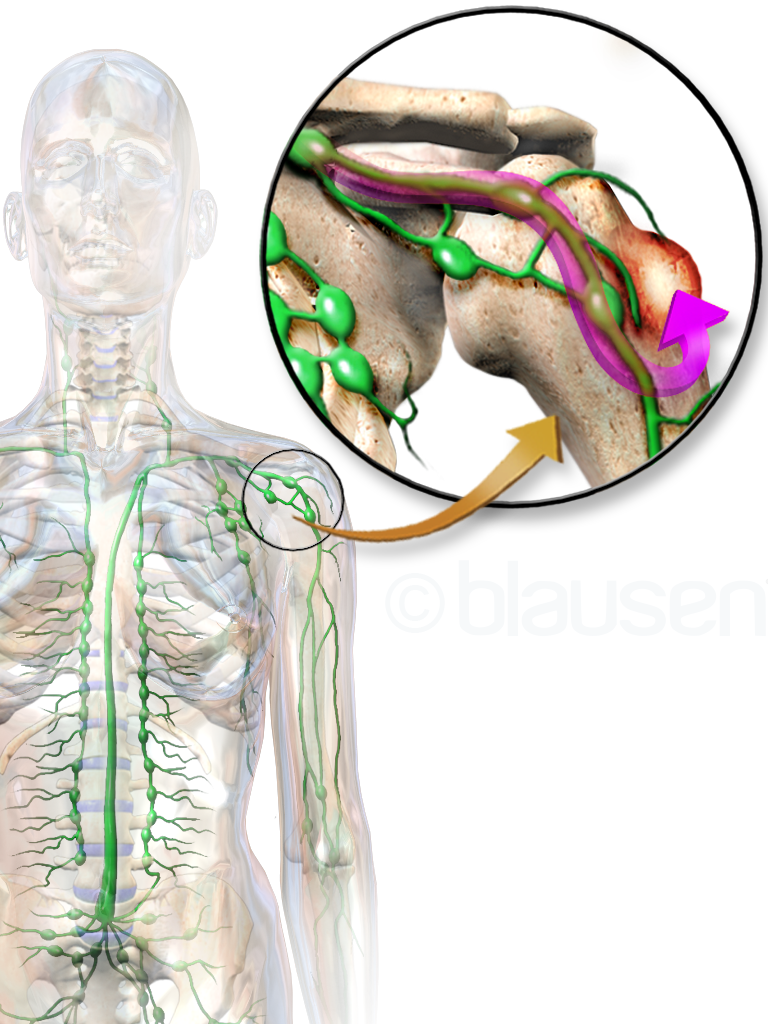
مثال لنقيلة عظمية تبين الشكل والموضع